# Deschampsia hybridogena
Deschampsia hybridogena är en gräsart som beskrevs av Nikolai Nikolaievich Tzvelev. Deschampsia hybridogena ingår i släktet tåtlar, och familjen gräs. Inga underarter finns listade i Catalogue of Life.